# Gmina Gornji Petrovci
Gornji Petrovci – gmina w Słowenii. W 2002 roku liczyła 2217 mieszkańców.

## Miejscowości
Miejscowości wchodzące w skład gminy Gornji Petrovci:

- Adrijanci
- Boreča
- Gornji Petrovci – siedziba gminy
- Košarovci
- Križevci
- Kukeč
- Lucova
- Martinje
- Neradnovci
- Panovci
- Peskovci
- Stanjevci
- Šulinci
- Ženavlje